# CHANGE UR WORLD
「CHANGE UR WORLD」（チェンジ・ユア・ワールド）は、日本の男性アイドルグループ・KAT-TUNの13枚目のシングル。2010年11月17日にJ-One Recordsから発売された。

## 概要
「Going!」以来の約6か月ぶりの新曲。「CHANGE UR WORLD」は亀梨和也が出演している日本テレビ系『Going!Sports&News』のテーマソング。
2010年7月16日にKAT-TUNから正式に脱退を表明した赤西仁の脱退以降、初のシングル。
初回限定盤2には上田竜也と田口淳之介のソロ曲がそれぞれ収録されている。

## 収録曲

### CD

#### 通常盤
1. CHANGE UR WORLD [4:33]
作詞：Laika Leon・ECO、ラップ詞：JOKER、作曲：Andreas Johansson・Anderz Wrethov、編曲：Andreas Johansson・JUNYT
  - 日本テレビ系『Going!Sports&News』テーマソング
2. GIVE ME, GIVE ME, GIVE ME [4:16]
作詞：Sean-D、ラップ詞：JOKER、作曲・編曲：Jeff Miyahara
  - KAT-TUN出演『ログとも』CMソング
3. NEVER × OVER 〜「-」IS YOUR PART〜 [5:01]
作詞：Koki Tanaka・Minori、作曲：Hans Johnson・t-oga・NAO・ATSUSHI・Tatsuya Ueda・King of Slick・Magnus Funemyr、編曲：Hans Johnson
4. CHANGE UR WORLD（オリジナル・カラオケ）
5. GIVE ME, GIVE ME, GIVE ME （オリジナル・カラオケ）
6. NEVER × OVER　〜「-」IS YOUR PART〜（オリジナル・カラオケ）

#### 初回限定盤1/2
※「REMEMBER」以降、初回限定盤2のみ収録。
1. CHANGE UR WORLD
2. REMEMBER [4:09]
作詞：Sean-D、ラップ詞：JOKER 、作曲・編曲：Shusui・Fredrik Hult・Carl Utbult・JUNYT
3. ニートまん - 上田竜也 [3:48]
作詞：上田竜也、作曲：黒須克彦、編曲：MOUSE PEACE
4. GIRLS（NTT presented by Junnosuke Taguchi）
作詞：NTT、作曲：Eiji Kawai・NTT、編曲：Eiji Kawai
NTTとは、N（中丸雄一）T（田口淳之介）T（田中聖）のこと。

### DVD
※初回限定盤1のみ
1. CHANGE UR WORLD（ビデオ・クリップ&メイキング）
2. Summer Premium Event 2010　メイキング

## 盗作問題
通常盤カップリング曲の「NEVER × OVER〜 ｢-｣ IS YOUR PART〜」について、2010年11月、2010年2月発表のVOCALOIDクリエイターAVTechNO!の曲「DYE」（アルバム『EXIT TUNES PRESENTS Vocalogenesis feat.初音ミク』に収録）にそっくりだとの疑惑が持ち上がり、その後2011年1月19日にAVTechNO!のブログにて、「NEVER x OVER〜 ｢-｣ IS YOUR PART〜」のアレンジに「DYE」の影響があった事実を相手側が認め、然るべき処遇をするという形で解決したことなどが報告された。
尚この曲のクレジットには以下のようにKAT-TUNメンバーの上田竜也を含む複数の作曲者の名前が記されているが、これはメンバー紹介部分に過去に発表された各メンバーのソロ曲が使われているためである。「DYE」作者のAVTechNO!は、自身のブログでの報告にてKAT-TUNのメンバーには非は無いと説明している。
- 作詞：Koki Tanaka・Minori、作曲：Hans Johnson・t-oga・NAO・ATSUSHI・Tatsuya Ueda・King of Slick・Magnus Funemyr、編曲：Hans Johnson

該当部の内訳は以下の様になる。
- t-oga（亀梨和也ソロ曲「SWEET」の作曲者）
- NAO（田口淳之介ソロ曲「LOVE MUSIC」の作曲者）
- ATSUSHI（田中聖ソロ曲「PIERROT」の作曲者）
- Tatsuya Ueda（上田竜也ソロ曲「RABBIT OR WOLF?」の作曲者）
- King of Slick（中丸雄一ソロ曲「FILM」作曲者）
- Magnus Funemyr（中丸雄一ソロ曲「FILM」の作曲者）